# خیال باطل مسیح
«خیال باطل مسیح» (به انگلیسی: Christ Illusion) آلبومی از گروه موسیقی ترش متال اسلیر است که در سال ۲۰۰۶ میلادی منتشر شد.